# کمیته المپیک ترکیه
کمیته المپیک ترکیه (ترکی استانبولی: Türkiye Milli Olimpiyat Komitesi (TMOK)) یک سازمان ورزشی است که نماینده کشور ترکیه در کمیته بین‌المللی المپیک می‌باشد.
این سازمان که در سال ۱۹۰۸ تأسیس شده مسئول آماده‌سازی و اعزام ورزشکاران به بازی‌های المپیک، بازی‌های المپیک جوانان و بازی‌های اروپایی است. 

## وبگاه رسمی
- وبگاه رسمی